# Història del tramvia a Londres

Dismantled London tramway network (pre 1952) (interactive version)

Els tramvies a Londres hi han estat presents en dos etapes diferents, una des de 1860 a 1952, i una segona des del 2000 fins a l'actualitat. Durant l'any 1952 i el 2000 cap tramvia ha circulat per la ciutat de Londres.

## Història

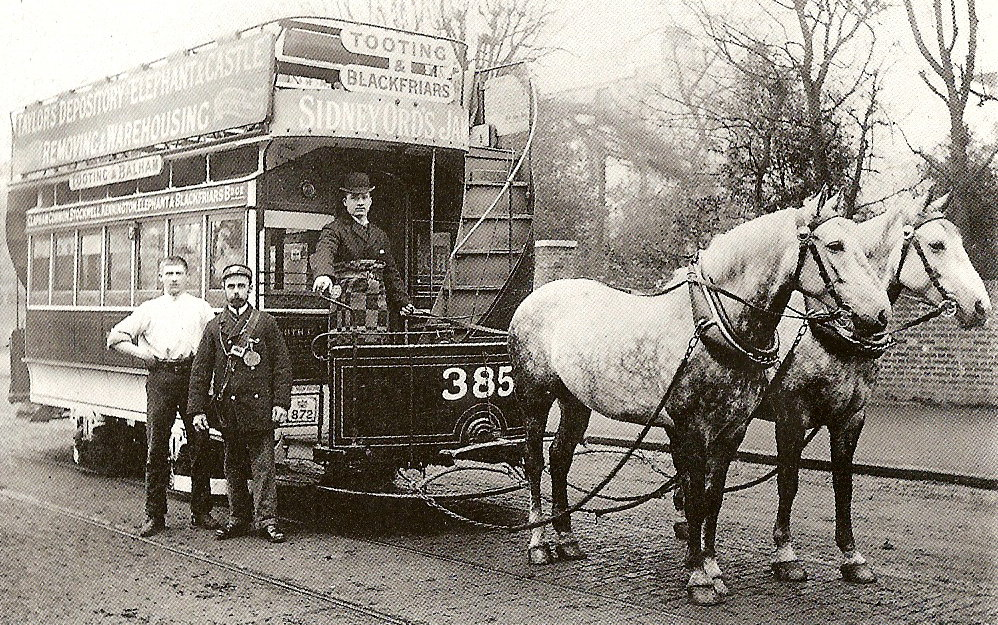
Un tramvia tirat per cavalls el 1890

Els tramvies de primera generació van començar a circular per Londres el 1860 quan els carros americans, o tramvies tirats per cavalls, van començar a circular per Victoria Street a Westminster (Londres). La primera línia estava operada per un americà, George Francis Train. Al principi hi va haver una forta oposició, ja que malgrat era popular entre els seus passatgers, els primers dissenys de rails creaven obstacles per a la resta de trànsit. El 1861 els plans de Francis Train van quedar en suspens quan va ser arrestat per "trencar i ferir" la carretera Uxbridge Road. Finalment el Parlament va aprovar la legislació que permetia els serveis de tramvia, amb la condició que els carrils fossin encastats a la calçada, i que les vies de tramvies fossin compartides per altres usuaris de la carretera. Els costos de manteniment de les vies i de la carretera eren soportats per les companyies de tramvia. Les tarifes es van fixar a 1d per milla i a la meitat de preu en els primers i últims serveis per als treballadors. Després d'una línia de prova, es va construir a Crystal Palace la primera línia de tramvia autoritzada per la llei Act of Parliament 1870 i que va circular des de:
- Blackheath a Vauxhall via Peckham i Camberwell
- Brixton a Kennington
- Whitechapel a Bow
- Kensington a Oxford Street

Totes les companyies van adoptar el mateix ample de via amb la intenció de possibilitar l'enllaç de serveis posteriorment. Els tramvies de cavalls aviat van obrir línies per tot Londres, normalment utilitzant dos cavalls per tirar un cotxe de 60 persones. A partir del 1901 es van substituir per vehicles elèctrics.

## Futur
Actualment s'estan discutint i s'ha previst nous sistemes de tramvia i ampliacions dels existents:
- Ampliacions de Tramlink enllaçant la ruta Croydon-Beckenham des de Harrington Road a Crystal Palace, utilitzant unes vies existents.[4]
- West London Tram des de Shepherd's Bush a Uxbridge. Aquest sistema ha quedat en suspens després de l'aprovació de Crossrail.[5]

Dos sistemes més es van planificar però el seu desenvolupament ha quedat abandonat:
- Cross River Tram enllaçant King's Cross amb Camden a Peckham i Brixton.[7]
- Durant la cursa electoral del 2008, Ken Livingston va proposar la creació d'Oxford Street Tram que circularia al llarg d'Oxford Street des de Marble Arch a Tottenham Court Road. La construcció havia de començar el 2012 per completar-se el 2018.[8]